# Явдась Митрофан
Явда́сь Митрофа́н (*3 червня 1903 — †1966) — протоієрей УАПЦ, родом з с. Якимове на Миргородщині.
Навчався в полтавському Інституті Народної Освіти. Висвячений на священника УАПЦ в 1925 р. Як священник працював в роках 1925—1927 в с. Куземину на Полтавщині та в роках 1927—1929 в м. Зінькові. Заарештований ОГПУ 8 вересня 1929 року. Сидів у Полтавській тюрмі (колишня Духовна Семінарія). Засуджений Трійкою ОГПУ на 7 років. Відбував заслання на Далекому Сході в шахтах «Дальлага» ОГПУ. Повернувся з заслання на Україну наприкінці 1937 року.
В час Другої Світової Війни жив в м. Нікополі на Дніпропетровщині, згодом у Дніпропетровському. В роках 1941—1942, як помічник протоієреєві Симону Явтушенкові, допомагав організувати церковне життя УАПЦ в Нікопольському районі.
На еміграції в Західній Німеччині за захист ідей УАПЦ 1921 року й участь в Ашаффенбургському З'їзді УАПЦ (1947) був позбавлений сану і відлучений від Церкви синодальними єпископами в 1947 році. З 1950 адміністратор і благовісник УАПЦ-соборноправної у Західній Німеччині, де 1952—1953 організував пастирські курси і видавав «Бюлетень Благовісництва УАПЦ».
З 1957 р. у Вотербурі (Коннектикут, США), де брав участь в організації Братства ім. митрополита Василя Липківського і в ред. журналу «Церква і Життя». Явдась автор праці «Українська Автокефальна Православна Церква. Документи для історії УАПЦ» (1956).